# Stadion Awanhard w Ługańsku
Stadion Awanhard (ukr. Стадіон "Авангард", ang. Avanhard Stadium) – wielofunkcyjny stadion w Ługańsku na Ukrainie.
Do 2000 roku stadion był własnością największego zakładu w Ługańsku – "Łuhańsktepłowoz", a od lutego 2002 roku został własnością komunalną obwodu ługańskiego.
Ostatnia rekonstrukcja miała miejsce w marcu 2003 roku.